# Equipe de alto desempenho
Equipe de alto desempenho é um conceito criado para designar um grupo de indivíduos que, por meio da confiança no trabalho conjunto, atingem resultados acima do esperado pela organização. Com base em conhecimentos, habilidades e atitudes complementares, atuam de forma eficaz e eficiente afim de alcançar propósitos e objetivos comuns.

## Definição
A equipe de alto desempenho pode ser definida como um grupo de indivíduos extremamente comprometidos que, por meio da sinergia de suas habilidades, buscam atingir com excelência e senso de responsabilidade todas as metas e objetivos estabelecidos.
Para que as equipes sejam reconhecidas pelo seu alto desempenho, os integrantes precisam deixar claro os propósitos quanto missão, visão e valores a fim de construir uma relação com normas e objetivos compartilhados, visto que, nesse modelo de equipe, todos estão envolvidos de forma consensual no planejamento e nas decisões do time. Outro ponto que precisa ser alinhado logo no início é a definição das funções e responsabilidades de cada membro.
Em prol da eficiência e eficácia, é fundamental que a equipe seja composta por profissionais complementares, ou seja, que tenham diferentes conhecimentos e experiências. Para que consigam aplicar conjuntamente suas competências, respeitam a opinião de todos e estão abertos a escutar todas as ideias, por meio da confiança e de uma comunicação transparente.
Equipes de alto desempenho são altamente produtivas devido à união e colaboração de todos, com engajamento total na superação de conflitos que possam aparecer ao longo do processo. Além disso, os integrantes costumam ter facilidade para superar dificuldades ambientais, como a falta de algum recurso, por exemplo.
Ainda que as equipes de alto desempenho tenham um estilo de liderança compartilhada, é importante que exista a figura de um líder para promover o progresso da equipe, por meio de comportamentos facilitadores que ajudem a equipe atingir bons resultados. Ademais, no processo de formação da equipe, a figura do líder é responsável por montar o grupo com pessoas certas, identificando os talentos para maximizar o potencial de cada integrante da equipe.
Sendo assim, as equipes de alto desempenho acabam gerando vantagens competitivas e promovendo agregação de valor à cadeia produtiva da organização. Vale ressaltar que, no cenário de globalização e com o dinamismo do mundo organizacional, a equipe precisa se manter em constante evolução e aprimoramento das competências adquiridas para conseguir inovar e se adaptar às modificações do mercado.

## Características
Devido à competitividade existente no mercado, um dos grandes desafios é formar uma equipe de alto desempenho, pois isso trará um poderoso diferencial para a organização.
Apesar das diferentes abordagens, algumas características foram reconhecidas para ajudar na construção e identificação de uma equipe de alto desempenho, sendo elas:
- Liderança Participativa: o papel da liderança é assumido por vários membros da equipe, de acordo com a necessidade do momento;
- Tomada de decisão eficaz: os próprios integrantes dirigem e tomam as decisões democraticamente;
- Objetivos claros: são definidos pela própria equipe, o que acaba gerando maior entendimento e compromisso com a realização das atividades;
- Funções e responsabilidades definidas: papéis bem definidos permitem que todos saibam o que devem fazer para atingir os objetivos e expectativas da empresa;
- Comunicação aberta: canais de comunicação eficazes e funcionais, permitindo diálogos que transmitam clareza e entendimento mútuo;
- Confiança mútua: os membros da equipe confiam em si mesmos e em seus companheiros, o que promove respeito e segurança no trabalho de todos;
- Gerenciamento de conflitos: é preciso entender os conflitos e solucioná-los de forma aberta e transparente para não afetar o desempenho da equipe;
- Diversidade: valoriza-se a constituição de uma equipe com comportamentos, personalidades e estilos de pensamentos diversos e complementares;
- Atmosfera positiva: clima tende a ser informal, positivo, leve e confortável, garantindo a qualidade dos relacionamentos.

## Estágios no desenvolvimento de equipes
Como todo processo de constituição de uma equipe, o desenvolvimento acontece por meio de estágios que possibilitam a evolução dos indivíduos para atingir a alta performance.
| Estágio | Nomenclatura | Definição |
| ------- | ------------ | --- |
| 1°      | Formação     | Os membros da equipe são selecionados, mas ainda não existe um bom alinhamento e compreensão do propósito, estrutura e liderança. |
| 2°      | Tormenta     | Caracterizado pelo conflito inicial entre os componentes.                                                                         |
| 3°      | Normalização | Momento em que os relacionamentos são pré-estabelecidos e os integrantes começam a compartilhar normas, valores e objetivos.      |
| 4°      | Desempenho   | A equipe já tem funções bem definidas, sinergia e elevado senso de compromisso.                                                   |
| 5°      | Interrupção  | Acontece quando os projetos e/ou trabalhos acabam e a equipe se separa.                                                           |

É importante ressaltar que estratégias de liderança, como treinamentos adequados e sistemas de avaliação (acompanhamento e feedback), devem ser implementados em cada um dos estágios para facilitar as equipes ao alto desempenho.

## Curva de performance de uma equipe
O processo de crescimento e desenvolvimento de uma Equipe de Alto Desempenho é analisado por meio de um gráfico apresentado por Katzenbach e Smith (1994 p. 91-92). Tendo em vista as variáveis impacto da performance (eixo vertical) e eficácia da equipe (eixo horizontal), estabelece-se a curva de performance da equipe, que possui cinco etapas, sendo elas:
1. Grupo de Trabalho: membros do grupo focados no desempenho individual de suas áreas de responsabilidade, ocorrendo interações apenas para compartilhar informações, práticas ou decisões;
2. Pseudo-Equipe: foco na performance individual de seus integrantes, ou seja, ainda não é visada a interação coletiva por meio de propósitos e objetivos em comum;
3. Equipe Potencial: apesar de não haver o senso de responsabilidade comum, os objetivos e metas começam a ser traçados coletivamente;
4. Equipes Reais: indivíduos compromissados com propósitos, metas e abordagem de trabalhos comuns, considerando-se responsáveis pelo desempenho da equipe;
5. Equipes de Alta Performance: altamente focadas em melhorarem expressivamente os resultados da organização e comprometidas com o crescimento uns dos outros.